# Izbucul de la Cotețul Dobreștilor
Izbucul de la Cotețul Dobreștilor este situat pe teritoriul comunei Gârda de Sus, județul Alba, în Munții Bihorului.

## Izbucul
Este locul unde apele subterane din pachetele de roci solubile apar la suprafață sub forma unui izvor puternic. În multe cazuri în spatele acestor izbucuri se află peșteri de mărimi variabile, total sau parțial inundate. Un caz aparte este izbucul intermitent la care perioadele de curgere alternează cu perioade de pauză. Acest fenomen se explică prin prezența unui bazin de acumulare a apei din baza caruia pleacă o galerie de ieșire a apei la suprafață în formă de U întors. Când nivelul apei trece de nivelul superior al galeriei de evacuare, prin sifonare se golește întreaga încăpere. Urmează o pauză necesară umplerii camerei cu apă și fenomenul se repetă.

## Localizare
Din centrul comunei Gârda de Sus se merge pe malul stâng al Gârdei Seci, circa cinci sute de metri, până la confluența cu Valea Ordâncușa. Traversând apa Ordâncușei peste un mic pod de piatră la 500 m  găsim Izbucul de la Cotețul Dobreștilor, punct de ieșire la lumină al apelor subterane care drenează Platoul Ocoale și care, în decursul timpului, a săpat marile goluri subterane ale Ghețarului de la Scărișoara, ale Peșterii Pojarul Poliței și ale Avenului din Șesuri.

## Descriere
Intrarea Peșterii de la Cotețul Dobreștilor este o arcadă de vreo opt metri lățime și vreo patru înălțime, la baza unui perete înalt de calcar. Locul este ușor de găsit dupa șuvoiul de apă ce se prăvalește peste bolovanii, pentru a se revarsă în Gârda Seacă pe sub un pod aflat pe drumul forestier. La câțiva metri de la intrare se găsește un lac de sifon explorat prin intermediul mai multor scafandrii autonomi pe o lungime de 294 de metri și o adâncime de 67 de metri. Lungimea totală a peșterii este de 407 metri, dintre care 294 sunt submerși.

## Condiții de vizitare
Izbucul poate fi văzut fără probleme, însă peștera inundată prin care vine apa poate fi parcursă doar de speologi antrenați și echipați cu aparatură de scufundare autonomă.